# TOCA Race Driver 3
 (décembre 2010).
TOCA Race Driver 3 est un jeu vidéo de course automobile de la série TOCA développé et édité par Codemasters en 2006 sur PlayStation 2, Windows et Xbox.

## Système de jeu
TOCA Race Driver 3 offre des modes de courses sur 120 circuits dans une trentaine de disciplines automobiles :
- GT
- Classics
- Off road
- Oval
- Open wheel
- TMS
- Championnat Honda

La vitesse de défilement est assez réaliste et l'accent est mis sur le côté ludique de la conduite comprenant une gestion des dégâts occasionnés lors des collisions entre concurrents. L'originalité du titre est constituée par le nombre de concurrents par course (jusqu'à 21) et par le côté "accrocheur" de l'intelligence artificielle
Les circuits sont "débloqués" en fonction des objectifs atteints (classement obtenu lors d'une course).
Les quatre modes de jeu sont :
- Carrière solo
- World tour
- Multijoueur
- Réseau

Le jeu est sorti un an après la référence du genre, Gran Turismo 4 développé par Polyphony Digital.

## Gestion des dégâts
La carrosserie peut être endommagée mais il y a aussi plusieurs organes de la voiture qui pourront être touchés.
- boîte de vitesses :

Si la boîte de vitesses est endommagée, les rapports auront du mal à passer.
- direction :

Si la direction est endommagée, la voiture tournera toute seule.
- suspensions :

Si les suspensions sont endommagées, la voiture tiendra moins bien la route et pourra même effectuer des tonneaux.
- moteur :

Si le moteur est endommagé, la vitesse et l'accélération de la voiture seront fortement réduites. De plus il sera plus rapidement en surchauffe.
- roues :

Si les roues sont endommagées, la voiture sera difficilement contrôlable. Si le joueur perd une roue, il devra abandonner la course.
- pneus :

Si les pneus sont usés, la voiture perdra de l’adhérence.

## Accueil
- Gamekult (7/10) : « L'aspect réalisme (de TOCA Race Driver 2) a (…) été troqué contre un gameplay plus arcade et donc plus accessible, que les pilotes moins aguerris apprécieront à coup sûr. La prise en main est immédiate et le fun aussi, même si certaines catégories font toujours plus figure d'accessoire qu'autre chose. »
- PlayStation Magazine : 19/20 : Magistral!!
- Jeuxvideo.com : 16/20 [2]

## Liste des circuits
Australie :
- Mount Panorama V8 circuit (Bathurst)
- Barbagallo - Long, V8 and Short circuits
- Eastern Creek - Grand Prix, V8, Short et Southern Loops circuits
- Queensland Grand Prix circuit
- Oran Park - Grand Prix, South and North circuits
- Sandown Park V8 circuit
- Gold Coast Indy 300 Grand Prix circuit
- Symmons Plains Raceway V8 circuit
- Philip Island Grand Prix circuit
- Hidden Valley Raceway
- Adelaide Street circuit

 Bahreïn :
- Bahreïn - Grand Prix, Internal, and External circuits

 Belgique :
- Spa-Francorchamps Grand Prix circuit

 Chine :
- Shanghai Grand Prix Circuit

 République tchèque :
- Brunn - Brno Grand Prix Circuit

 Allemagne :
- Hockenheim - Grand Prix, National and Short circuits
- Lausitzring EuroSpeedway - Grand Prix circuit
- Norisring - Grand Prix circuit
- Nürburgring - Short circuit
- Motopark Oschersleben - Grand Prix, ‘B' and ‘C' circuits

 Irlande :
- Mondello Park - International, National and Short circuits

 Pays-Bas :
- Zandvoort - Grand Prix, National, Club and Oostelijk circuits

 Nouvelle-Zélande :
- Pukekohe Park Racewa

 Turquie :
- Istanbul Park Circuit

 Angleterre :
- Donington Park - Grand Prix and National circuits
- Oulton Park - International, Island and Foster circuits
- Silverstone - Grand Prix, International, National, et South circuits
- Brands Hatch - Grand Prix and Short Indy circuits, plus Rally Cross track
- Bedford Autodrome - GT, North, East, South and West circuits
- Snetterton
- Castle Coombe

 États-Unis : 
- Indianapolis Motor Speedway Oval
- Nashville Super Speedway
- Dover International Raceway
- Gateway International Raceway
- Gateway International Raceway Road course
- Laguna Seca Grand Prix circuit

Circuits originaux :
- 3 Circuits de rally (UK)
- 3 Circuits internationaux de Rallycross
- 2 Circuits de Go Kart
- 5 Circuits nationaux Dirt Raceway

## Drapeaux
Lors d'une course plusieurs drapeaux peuvent faire leur apparition.
- drapeau bleu :

Une voiture plus rapide va prendre un tour à une voiture plus lente.
- drapeau noir :

Un pilote a été disqualifié et mis hors course pour comportements dangereux ou accumulation d'avertissement.
- drapeau jaune :

Il signale un accident. Les pilotes doivent ralentir et ne pas doubler.
- drapeau vert :

La piste a été dégagée.
- drapeau blanc :

Signale le dernier tour de piste.
- drapeau noir et blanc

Il signale qu'un pilote a reçu un avertissement.
- drapeau noir et orange :

Il signale à un pilote qu'il doit rentrer aux stands pour faire réparer sa voiture.

## Liste des voitures
Classic :
- Alpine A110 1600S Gr.4
- Buick Gran Sport 455
- Pontiac Firebird Formula 400
- Mercedes W196
- Mercedes W125
- Lancia Beta Monte-Carlo Turbo Gr. 5
- BMW M1 Procar Gr. 5
- Audi S1 Quattro Gr. B
- Corvette L88 Sunray DX
- Lancia Stratos Gr.4
- Lotus 49
- Williams Honda FW11B
- Williams Renault FW18

GT :
- GT Light
- Caterham 7
- Mitsubishi Lancer Evolution IV
- Subaru Impreza N10
- Subaru Impreza 22B-STI Version
- Mitsubishi Lancer Evolution VIII
- Honda NSX
- Nismo Fairlady Z S-Tune
- MG X-Power
- Jaguar JP1
- Corvette C5
- Vauxhall VX220
- Morgan Aero 8
- Noble M12 GTO-3R
- Marcos Mantis
- Corvette C5-R
- Mosler MT900R
- TVR T400R
- Ultima GTR
- Vauxhall Monaro
- Ultima Can-Am 2001
- Koenig GT-D
- Koenig GT
- Gembella GTR-750 Evo

Oval :
- WSC Sprintcar
- Chevrolet Silverado Truck
- Dallara Indycar
- Panoz G-force
- Dodge Charger

Touring Car :
- Renault Clio Cup
- Honda Civic Type R
- Ford Falcon
- Holden Commodore
- Audi A4 DTM
- Mercedes Classe C DTM
- Opel Vectra DTM
- Strana Supertruck

Off Road :
- MG ZR Super 1600
- Turnham Sandframe M4
- K500 ProBaja Duneracer
- Thunder Mountain
- Volkswagen Coccinelle
- Nissan Dakar N04
- Mitsubishi Pajero Evo
- Volkswagen Touareg Dakar

Monoplaces :
- Karting
- Formule Ford
- Formule J-1000
- Formule BMW
- Formule Palmer Audi
- Formule 3
- Williams BMW FW27

Honda :
- Honda Civic VII
- Honda S2000
- Honda TRX 250 EX
- Honda Lawnmower
- Honda Ariel Atom